# 1-ша мобільна бригада радіаційно-хімічно-біологічного захисту (РФ)
1-ша мобільна бригада радіаційного, хімічного і біологічного захисту — формування військ РХБЗ Збройних сил Російської Федерації. Бригада дислокується у Саратовській області.
Сформована в 1979 році на території закритого адміністративно-територіального утворення Шихани у Саратовській області як 122-й мобільний загін ліквідації наслідків аварій літальних апаратів з ядерною енергетичною установкою на борту (в/ч 71432).
Загін було призначено для пошуку й поховання радіоактивних джерел, що утворилися в результаті аварій з руйнуванням виробів, до складу яких вони були конструктивно включені.
Організаційно загін складався з наступних підрозділів:
- управління;
- група зв'язку;
- рота розвідки;
- рота збору й захоронення радіоактивних відходів;
- інженерна рота;
- рота забезпечення.

З 27 квітня 1986 року у повному складі загін брав участь у ліквідації наслідків аварії на Чорнобильській АЕС.
У 1988 році до складу частини було включено вогнеметний батальйон. На озброєнні бригади перебувають не менше чотирьох одиниць БМ-1 й одна одиниця ТЗМ-Т.
Бригада брала участь у Першій російсько-чеченській війні й у Другій російсько-чеченській війні. Під час другої війни загинуло вісім військовослужбовців бригади.
Військовослужбовці бригади також брали участь у російському військовому втручанні в Сирії.